# Li Dongmei
Li Dongmei (Kinesiska: 李 冬梅 ), född den 6 november 1969 i Changchun, Kina, är en kinesisk basketspelare som var med och tog OS-silver 1992 i Barcelona. Li deltog även i OS-dambasketen 1996 i Atlanta.